# Yannick Jadot
Yannick Jadot (Clacy-et-Thierret, 27 de julho de 1967) é um ativista ambiental e político francês.
Ele é membro na Europa Ecologia - Os Verdes desde 1999 e foi diretor de campanhas do Greenpeace France de 2002 até 2008.
Chefe da lista da Ecologia no círculo eleitoral ocidental da França durante as eleições europeias de 2009, ele foi eleito eurodeputado, um mandato que ocupa desde então.
No final das primárias de seu partido, ele foi nomeado candidato da Europa Ecologia Os Verdes (EÉLV) na eleição presidencial francês de 2017, antes de se aposentar em favor de Benoît Hamon, candidato do Partido Socialista (França). A lista EÉLV que ele liderou nas eleições europeias de 2019 fica em terceiro lugar, com 13,5% dos votos expressos.
No final da Primária de Ecologia de 2021, ele foi nomeado candidato ao polo ambiental para a eleição presidencial francês de 2022. Ele fica em sexto lugar com menos de 5% dos votos.